# Руско царство
Руска държава (на руски: Русское государство), (Руското царство (на руски: Русское царство) от 1547 г.), срещано и като Московско царство или Московска държава, е наименованието на руската държава от 1547 г. до 22 октомври 1721 г. Столица на царството до 1712 г. е Москва. Руското царство е правоприемник на Великото московско княжество и е наследено от Руската империя. Руското царство се среща с няколко наименования в руската книжнина: Русія, Росія, Россия или Московска държава.

## Титул
Иван III поставя началото на имперските претенции на Русия. Той включва в герба си двуглавия орел на Източната империя, а на запазен негов печат от края на управлението му използва титлата „Иван, по божия милост господар на цяла Русия и велик княз владимирски и московски, и новгородски, и псковски, и тверски, и угорски, и вятски, и пермски, и български“. В отделни документи той се нарича дори „цар“.
Руският владетел Иван Грозни приема и се прогласява за „цар“ на 16 януари 1547 г. в Успенски събор. Естествено след церемонията по така нареченото венчаване за Царството на владетеля, е нужно признанието на Новия Рим и по-специално на Вселенската патриаршия. Това се случва, макар и самоволно, от Йоасаф II Константинополски и с подкрепата на архонта на Константинопол – Михаил Кантакузин Шейтаноглу.
През 1547 г. в Москва великият княз Иван Грозни е коронован за всеруски цар и самодържец с титулатура: „Наш велик господар Иван, по божията милост цар и велик княз Всеруски, Владимирски, Московски, Новгородски, Псковски, Резански, Тверски, Югорски, Пермски, Вятски, Български и на всички“. Международните реакции и признания на новия титул се различават помежду си. Англия охотно приема новата титулатура, като дори нарича Иван Грозни император. Признанието от католическите страни закъснява. Императорът на Свещената Римска империя Максимилиан II признава царската титла на Иван Грозни през 1576 г. Жечпосполита, във връзка с политическата конкуренция за влияние в Украйна и Беларус, още дълго време продължава да назовава руския цар московски княз, както и да оспорва суверенитета му над всички руски земи.

## История
През 1550 е издаден кодекс с нови закони (на руски: Судебник Ивана IV). По-късно са превзети Казанското и Астраханско ханство. Това дава възможност на Русия да търгува с Персия и държавите от Кавказ и Централна Азия. През 1558 Иван Грозний обявява война на Ливонския орден и Великото литовско княжество, които контролират търговските пътища към Европа. В началото войната върви добре за Русия, но след Люблинската уния вражеските сили нарастват. През 1571 ханът на Крим опожарява Москва. Войната отслабва царството, което е разтърсено от епидемии и вътрешен терор. През 1582 е постигнат мир.
След смъртта си Иван Грозни е наследен от единствения си син Фьодор I. Тъй като Фьодор е физически и умствено слаб, фактически управлението се поема от регента Борис Годунов. През 1587 е въведено крепостно право, забраняващо на селяните да променят господарите си. По време на управлението му Руската православна църква става патриаршия през 1589. Успешни войни се водят срещу Ногайската орда и Швеция, като Русия си връща загубените територии от Ливонската война. Фьодор умира през 1598, без да остави наследници. Така се слага край на династията Рюрикови, управлявала руските земи в продължение на 700 години. Поставено е началото на т.нар. „Смутно време“
На трона се възкачва регентът Борис Годунов, избран от Земския събор. В началото на XVII век в Русия настъпва голям глад, а през 1603 започва въстание на селяните. На следващата година се появява претендент за трона, представящ се за починалия син на Иван Грозни – Дмитрий Иванович. Той става известен като Лъжедмитрий I. С помощта на полско-литовската държава Жечпосполита той започва поход към Русия, но е отблъснат при Новгород. През 1605 Борис Годунов умира и е наследен от сина си Фьодор II. Фьодор управлява много кратко, тъй като е свален от болярите. През юни 1605 Лъжедмитрий I навлиза в Москва и е коронован за цар. Управлението му не продължава дълго, тъй като е обвинен в разпространяването на полските обичаи и католицизма. На 17 май 1606 е извършено въстание срещу царя, който е убит.
Цар става Василий Шуйский от династията Рюрикови. По негово време поляците опитват да наложат влияние над руските земи, опитвайки се да поставят на престола Лъжедмитрий II, а по-късно и Владислав IV Ваза. Впоследствие поляците превземат Москва. В Нижни Новгород е организирано второ народно опълчение. То обсажда Кремъл и принуждава полските войски да капитулират. С края на полската инвазия се слага и край на Смутното време. Земският събор дава царската власт в ръцете на династията Романови.
Новият цар успява да стабилизира страната и се възползва от тежкия конфликт между Швеция и Жечпосполита, за да върне под руски контрол редица загубени територии. Следващият цар, Алексей, води страната срещу Полша по време на Първата северна война, която приключва през 1667 с полска загуба и преминаване на Източна Украйна, Киев и Смоленск под руско управление. Управлението на първите Романови царе обаче се характеризира и с неимоверно увеличение на данъците (вкл. ангария и военна повинност) над селяните, което довежда до серия от бунтове, като Солния бунт през 1648, Медния бунт през 1662, и Московското въстание през 1682. Казаците се присъединяват към бунтовете и под ръководството на Стенка Разин оказват съпротива на държавата и отхвърлят нейните институции, която в крайна сметка смазва всички въстания.
След смъртта на цар Алексей на трона се възкачва Фьодор III. По негово време Русия води война с Османската империя и разширява територията си на юг. След смъртта на Фьодор се заражда борба за власт между фамилиите Милославски и Наришкини. В крайна сметка са короновани двама царе – Иван V и Петър I. Тъй като Иван има здравословни проблеми, а Петър е малолетен, управлява сестра им София Алексеевна. През 1689 тя е отстранена от властта след провал в походите към Крим и е изпратена в манастир.
В края на 17 век Русия превзема Азов и печели излаз в южните морета. През 1698 е построен пристанищният град Таганрог, който е първата руска военноморска база. На 19 август 1700 Петър обявява война на Швеция с цел да спечели излаз на Балтийско море. Руската армия обаче е зле подготвена и през ноември 1700 е разгромена от скандинавците. Когато шведският крал Карл XII атакува Полша, Петър успява да модернизира армията си. В края на 1702 превземат крепостта Нотебург, а няколко месеца след това – крепостта Ниеншанц. Там през 1703 започва строежът на новата столица – Санкт Петербург.
През 1704 Русия печели излаз на Балтийско море след превземането на Нарва и Дерпт. През 1711 Петър организира поход срещу Османската империя, където е избягал шведският крал Карл XII. Премахната е Болярската дума, а на нейно място е съставен Сенат от десетима членове. Походът обаче се отказва безуспешен, като Русия губи излаза си на Черно море. През следващите няколко години Петър успява да превземе Ливония и Финландия. Междувременно държавата е разширена на изток, където са основани нови градове. Територията на Руското царство достига чак до Камчатка. През 1721 Русия сключва мир с Швеция, печелейки Ингрия, Естония, Ливония и по-голямата част от Карелия. Същата година Петър I е обявен за император и се поставя началото на Руската империя.

## Владетели
Рюрикови
| Портрет | Име                              | Роден                                                                   | Управлява от    | Семейство | Управлява до   | Починал                              |
| ------- | -------------------------------- | ----------------------------------------------------------------------- | --------------- | --- | -------------- | ------------------------------------ |
|         | Иван IV Ужасни (Иван IV Грозный) | 25 август 1530 Коломенское, близо до Москва, Велико московско княжество | 3 декември 1533 | Син на Василий III и Елена Глинская женен осем пъти: Анастасия Романовна 6 деца Мария Темрюкова 1 дете Марфа Собакина нямат деца Анна Колтовская нямат деца Анна Василчикова нямат деца Василиса Мелентева нямат деца Мария Долгорукая нямат деца Мария Нагая 1 дете | 28 март 1584   | 28 март 1584 Москва, Руско царство   |
|         | Фьодор I (Фёдор I)               | 31 май 1557 Москва, Руско царство                                       | 18 март 1584    | Син на Иван IV и Анастасия Романовна женен веднъж: Ирина Годунова 1 дете | 16 януари 1598 | 16 януари 1598 Москва, Руско царство |

Годунови
| Портрет | Име                             | Роден                      | Управлява от  | Семейство                                                                       | Управлява до  | Починал                                             |
| ------- | ------------------------------- | -------------------------- | ------------- | ------------------------------------------------------------------------------- | ------------- | --------------------------------------------------- |
|         | Борис I Годунов (Борис Годунов) | около 1551                 | 7 януари 1598 | Зет на Фьодор I женен веднъж: Мария Скуратова, дъщеря на Малюта Скуратов 2 деца | 23 април 1605 | 23 април 1605 Москва, Руско царство                 |
|         | Фьодор II (Фёдор II)            | 1589 Москва, Руско царство | 23 април 1605 | Син на Борис Годунов и Мария Скуратова неженен без деца                         | 11 юни 1605   | 20 юни 1605 Московски кремъл, Москва, Руско царство |

Узурпатор
| Портрет | Име                           | Роден | Управлява от | Претенции към трона                              | Управлява до | Починал                           |
| ------- | ----------------------------- | ----- | ------------ | ------------------------------------------------ | ------------ | --------------------------------- |
|         | Лъже-Дмитрий I (Лжедмитрий I) | 1581  | 21 юли 1605  | Представил се за Дмитри Иванович, син на Иван IV | 17 май 1605  | 17 май 1606 Москва, Руско царство |

Шуйски
| Портрет | Име                                    | Роден                                           | Управлява от | Претенции към трона                             | Управлява до | Починал                           |
| ------- | -------------------------------------- | ----------------------------------------------- | ------------ | ----------------------------------------------- | ------------ | --------------------------------- |
|         | Василий IV Шуйски (Василий IV Шуйский) | 22 септември 1552 Нижни Новгород, Руско царство | 19 май 1606  | Дванадесето поколение наследник на Всеволод III | 19 юли 1610  | 12 септември 1612 Гостинин, Полша |

Междуцарствие (1610 – 1613)
Романови
| Портрет | Име                                           | Роден                                  | Управлява от     | Семейство | Управлява до    | Починал                                        |
| ------- | --------------------------------------------- | -------------------------------------- | ---------------- | --- | --------------- | ---------------------------------------------- |
|         | Михаил I Романов (Михаил I Романов)           | 12 юли 1596 Москва, Руско царство      | 21 февруари 1613 | Син на Фьодор Романов Патриарх Филарет и Ксения Ивановна женен два пъти: Мария Долгорукова мъртвородено дете Евдокия Стрешньова 9 деца | 12 юли 1645     | 14 юли 1645 Москва, Руско царство              |
|         | Алексей I (Алексей I)                         | 9 май 1629 Москва, Русия               | 12 юли 1645      | Син на Михаил I и Евдокия Стрешньова женен два пъти: Мария Милославская 13 деца Наталия Наришкина 3 деца                               | 29 януари 1676  | 29 януари 1676 Москва, Руско царство           |
|         | Фьодор III (Фёдор III)                        | 9 юни 1661 Москва, Руско царство       | 29 януари 1676   | Син на Алексей I и Мария Милославская женен два пъти: Агафия Грушевская нямат деца Марфа Апрааксина нямат деца                         | 7 май 1682      | 7 май 1682 Москва, Руско царство               |
|         | Иван V (Иван V) (съвместно с Петър I)         | 6 септември 1666 Москва, Руско царство | 7 май 1682       | Син на Алексей I и Мария Миолославская женен веднъж: Прасковя Салтикова 6 деца                                                         | 8 февруари 1696 | 8 февруари 1696 Москва, Руско царство          |
|         | Петър I (Пётр I) (съвместно с Иван V до 1696) | 9 юни 1672 Москва, Руско царство       | 7 май 1682       | Син на Алексей I и Наталия Наришкина                                                                                                   | 8 февруари 1725 | 8 февруари 1725 Санкт Петербург, Руска империя |